# Messey-sur-Grosne
Messey-sur-Grosne este o comună în departamentul Saône-et-Loire, Franța. În 2009 avea o populație de 745 de locuitori.

## Evoluția populației
| An        | 1975 | 1982 | 1990 | 1999 | 2006 | 2009 |
| --------- | ---- | ---- | ---- | ---- | ---- | ---- |
| Populație | 316  | 434  | 574  | 626  | 711  | 745  |